# Tractats de la Barrera
Els Tractats de la Barrera van ser firmats entre el Regne Unit i la República de les Províncies Unides i entre l'Arxiducat d'Àustria en el context de la Guerra de Successió Espanyola. Com què l'exèrcit espanyol afeblit, ja no podia defensar prou bé els Països Baixos espanyols, els tractats permetien als neerlandesos de les Províncies Unides establir guarnicions als Països Baixos del sud per servir de barrera contra les invasions del rei de França. Les guarnicions s'establiren entre d'altres a Veurne, Fort Knokke, Ieper, Warneton, Menen, Tournai, Namur i Dendermonde.
Quan el 1715 el territori passà d'Espanya a Àustria, Carles VI, el nou sobirà va confirmar als neerlandesos el dret de romandre en aquests llocs.
Els tractats daten de 1709, 1713 i 1715.